# Ambasadorowie Chin w Czadzie
Chińska Republika Ludowa posiada w Republice Czadu swojego przedstawiciela w randze ambasadora od 1973 roku.
| 1. | Wang Rensan   | maj 1973 – maj 1977           |
| 2. | Miao Jiurui   | wrzesień 1977 – luty 1981     |
| 3. | Yang Yongrui  | grudzień 1985 – sierpień 1988 |
| 4. | Zhou Zhendong | wrzesień 1988 – sierpień 1992 |
| 5. | Guo Tianmin   | sierpień 1992 – listopad 1995 |
| 6. | Gao Ruming    | listopad 1995 – sierpień 1997 |
| 7. | Wang Yingwu   | grudzień 2006 – 2009          |
| 8. | Yang Guangyu  | od 2009                       |